# Элик, Майя Аврамовна
Майя Аврамовна (Авраамовна) Элик (14 октября 1933, Прага — 30 марта 2012, Детмольд) — советский и германский музыковед, либреттист, переводчик и редактор. Специалист по творчеству Георгия Свиридова.

## Биография
Родилась в 1933 году в Праге, где в это время получали университетское образование её родители — Аврам (Авраам) Эммануилович Элик (1902—?), уроженец Аккермана, и Бася Иделевна Элик (1904—1979), которая некоторое время была личным секретарём Юлиуса Фучика и работала в частной библиотеке Масарика. После окончания учёбы родители вернулись в Бельцы (тогда в румынской Бессарабии), где мать была первым директором городской детской библиотеки (1947—1967), опубликовала брошюру «Как мы работаем с юными читателями: Из опыта работы Бельцкой городской детской библиотеки имени Аркадия Гайдара» (Министерство культуры МССР, Кишинёв: Картя молдовеняскэ, 1960), а отец — участник интербригад и Великой Отечественной войны, майор медицинской службы, работал врачом-хирургом и был первым заведующим Горздравотделом.
Окончила Бельцкую музыкальную школу-восьмилетку (1951, первый выпуск), продолжила обучение в Кишинёвской консерватории, откуда перевелась в Ленинград. После окончания Ленинградской консерватории работала музыкальным редактором в Ленинградском отделении издательства «Музыка».
Занималась творчеством Георгия Свиридова, составила несколько нотных сборников его романсов и песен, опубликовала ряд работ о его музыке, была научным консультантом граммофонных записей его произведений, в частности восстановленной ею «Поэмы памяти Сергея Есенина» для тенора, хора и симфонического оркестра (написана в 1939 году, выпущена фирмой грамзаписи «Мелодия» в 1959 году в исполнении Симфонического оркестр Московской государственной филармонии, дирижёр Евгений Светланов), «Партиты для фортепиано фа минор» (сочинение 1947 года, запись 1983 года в исполнении Анатолия Угорского), альбома «Романсы и песни» в исполнении Александра Ведерникова, бас, и Георгия Свиридова, фортепиано (1969). Составила сборник «Блок и музыка» (1972). Автор либретто оперы «Мы — Земля!» композитора Вадима Веселова (1967) по мотивам романа Ивана Ефремова «Туманность Андромеды».
В 1967 году вместе с будущим мужем, пианистом Анатолием Угорским, осуществила первую в СССР постановку «Лунный Пьеро» («Лунный Пьеро») Арнольда Шёнберга, для которой выполнила русский перевод речевого текста и исполнила вокальную партию в Малом зале имени М. И. Глинки Ленинградской филармонии. Выполнила также русский перевод текста «Трижды семь стихотворений Альбера Жиро в переводе на немецкий О. Э. Хартлебена» (оба произведения Арнольда Шёнберга вошли в составленный М. А. Элик в 1974 году нотный сборник).
Член Ленинградского отделения Союза композиторов СССР с 1973 года. В 1990 году эмигрировала с семьёй в Германию.

## Семья
- Первый муж — Вадим Фёдорович Веселов (1931—1990), композитор; Майе Элик посвящена его «Романтическая кантата» (1965), вокальные циклы на стихи Блока и Есенина и некоторые другие произведения[15]. 
  - Сын — Юрий Элик, видеохудожник, виджей, создатель видеоперформансов для ряда музыкальных групп (Оле Лукойе); его жена — Александра Элик (род. 1990), художница[16].
- Второй муж — Анатолий Зальманович Угорский, пианист.
  - Дочь — Дина Анатольевна Угорская, пианистка; её муж — литературовед Илья Кукуй[17][18].
- Дед — Эммануил Исаакович (Мендель Ицикович) Элик (1871—1952), уроженец Аккермана, был папушойским посадским врачом в Аккерманском уезде[19], затем в Бельцах[20], служил врачом Замосцкого полка на Дальнем Востоке во время Русско-японской войны.

## Публикации
- В. Ф. Веселов. Легенда Чары и Дуэт Чары и Маса из оперы «Мы — Земля!» / Либретто М. Элик по мотивам научно-фантастического романа И. Ефремова «Туманность Андромеды». Л.: Музыка, 1969. — 23 с.
- В. Ф. Веселов. На поле Куликовом: вокальный цикл для баритона с фортепиано / стихи А. Блока; ред. М. А. Элик. Л.: Музыка, 1971.
- Sprechgesang в «Лунном Пьеро» А. Шёнберга / М. Элик // Музыка и современность. — С. 164—210. Л.: Музыка, 1971.
- Элик М. А. Свиридов и поэзия // Георгий Свиридов / Сост. Д. В. Фришман. М.: Музыка, 1971.
- «Поэма памяти Сергея Есенина» Георгия Свиридова. М.: Советский композитор, 1971. — 59 с.
- Блок и музыка: Сборник статей с нотами / Составитель М. Элик. — Л.—М.: Советский композитор, Ленинградское отделение, 1972. — 280 с.
- В. П. Соловьёв-Седой. Статьи, заметки, выступления / Сост. М. А. Элик. Л.: Советский композитор, 1972. — 93 с.
- Арнольд Шёнберг. Лунный Пьеро: Мелодрамы. Соч. 21 для голоса, фортепиано, флейты, флейты-пикколо, кларнета, бас-кларнета, скрипки, альта и виолончели / Трижды семь стихотворений Альбера Жиро в переводе на немецкий О. Э. Хартлебена; Русский текст и предисловие М. Элик. Л.: Музыка, Ленинградское отделение, 1974. — 127 с.
- Г. В. Свиридов. Романсы и песни. Т. 1: Для голоса (соло, ансамбль, хор) с инструментальным сопровождением / Предисловие и сост. М. Элик. М.: Музыка, 1975.  — 247 с.
- Г. В. Свиридов. Романсы и песни. Т. 2: Для голоса (соло, ансамбль, хор) с инструментальным сопровождением / Предисл. и сост. М. Элик. М.: Музыка, 1975. — 225 с.
- М. Элик. Свиридов и поэзия // Георгий Свиридов: сборник статей и исследований. М.: Музыка, 1979.
- Джулиано Донати-Петтени. Гаэтано Доницетти. Перевод с итальянского: Ирина Константинова. Редакторы: М. Элик, Р. Волховер. Л.: Музыка, 1980. — 192 с.
- Фортепианная музыка для детей и юношества: пьесы современных композиторов (ноты) / Сост. и ред. М. А. Элик. Л.: Музыка, 1988. — 80 с.
- Гаспар Касадо. Реквиеброс для виолончели и фортепиано / Ред. М. А. Элик. Л.: Музыка, 1988.
- Сборник фортепианных пьес, этюдов и ансамблей для начинающих: Ч. 1 и 2 перераб. / Сост. и авт. предисл. С. Ляховицкая и Л. Баренбойм; Под ред. М. Элик. — Л.: Музыка, Ленинградское отделение, 1990. — 135 с.